# 高地抽水站

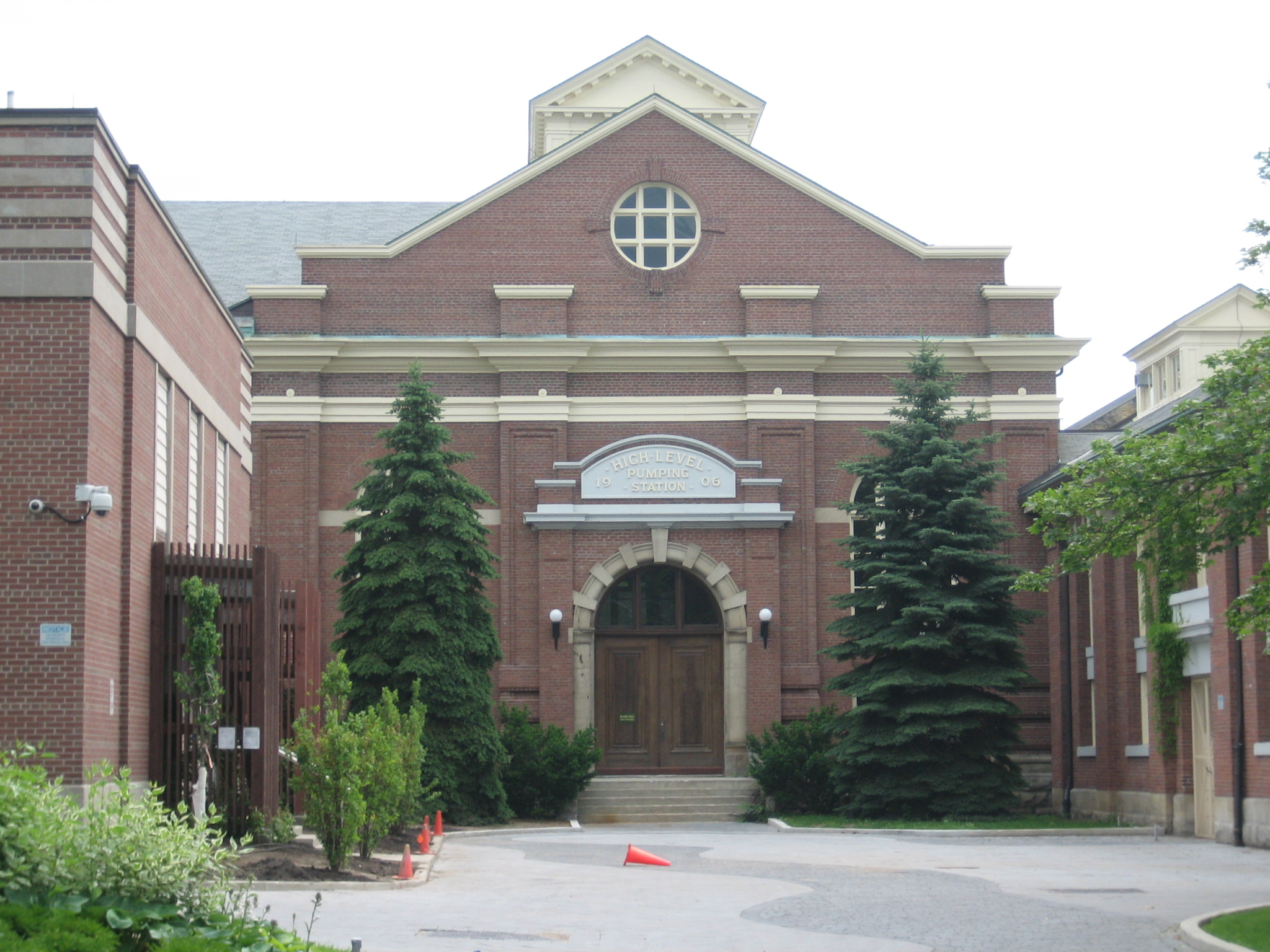
高地抽水站

高地抽水站（英語：High Level Pumping Station）是加拿大安大略省多倫多的一個市政水泵站，它也是多倫多市配水系統中央控制系統的所在地。它位於阿梵奴道（Avenue Road）夾杜邦街（Dupont Street）處附近的南山（South Hill）社區。

## 歷史
目前的建築建於1906年，並於1910年擴建。它於1985年被該市指定為文化遺產。它建在約威老水廠（Yorkville Waterworks）的遺址上，該水廠於1875年建立，以向當時的安大略省約威老鎮提供飲用水。
它是多倫多22個泵站之一，將水由安大略湖輸送至城市北部的高海拔地區。高地抽水站是配水系統的樞紐之一，有10台泵。雖然以前所有的泵站都是有人值守的，但現今只有高地抽水站有固定工作人員。現場的市政僱員每天24小時監控城市的供水。約翰街抽水站（John Street Pumping Station）的控制室有一個備用設備，這是配水系統中容量最大的泵站。

## 外部連結
- Historic photos (1900-1955) from the City of Toronto Archives and the Toronto Public Library （页面存档备份，存于）

43°40′42″N 79°24′08″W / 43.678472°N 79.40212°W